# Joel Obi
Joel Chukwuma Obi  (ur. 22 maja 1991 w Lagos) – środkowy lub boczny pomocnik reprezentacji Nigerii i włoskiego klubu występującego w Serie B – Reggina.

## Kariera klubowa

### Lata juniorskie
Karierę piłkarską rozpoczął w nigeryjskim NEPA Lagos. Wkrótce jednak przeniósł się do Włoch, gdzie wraz z rodzicami zamieszkał w Parmie. Do Interu trafił jako 14-latek w 2005 r. dzięki grze w rozgrywkach Torneo Scirea adresowanych dla lokalnych szkółek piłkarskich. Jako młodzieżowiec występował w drużynie U-17, z którą zdobył tytuł Mistrza Włoch w sezonie 2006/07 (zdobył wówczas pięknego gola decydującego o tytule) oraz U-19 Nerazzurrich.

### Inter
Oficjalnie w barwach mediolańskiego Interu Joel Obi zadebiutował w dniu 29 września 2010 w meczu 2. kolejki fazy grupowej Ligi Mistrzów sezonu 2010/11, w którym Inter mierzył się z Werderem Brema (4:0). Joel zmienił w 80. minucie schodzącego z boiska Dejana Stankovicia.
Debiut piłkarza w Serie A nastąpił 17 października 2010 roku w meczu przeciwko Cagliari Calcio, w którym to zmienił w 66. minucie Coutinha. Inter wygrał ten mecz 1:0 dzięki bramce Samuela Eto'o.
W styczniu 2011 roku połowa karty została sprzedana klubowi z Parmy razem z Nwankwo Obiora. Wspólną decyzją obu ekip Obi pozostał w drużynie Interu do zakończenia sezonu 2011/12. W styczniu 2012 Nerazzurri wykupili prawa do niego za 3,5 mln euro. 29 kwietnia 2012 r. strzelił pierwszą bramkę dla Mediolańczyków w meczu z Ceseną. 4 października 2012 zdobył w meczu Ligi Europy z Neftczi Baku bramkę, która równocześnie była 500. golem Interu w rozgrywkach międzynarodowych. Sezon 2012/2013 był dla niego bardzo nieudany, gdyż większość czasu był kontuzjowany. Kontrakt wiążący go z Interem obowiązuje do czerwca 2017 r. i z tego tytułu pobiera 0,6 mln euro rocznie.

### Parma
2 września 2013 został przez Inter na rok wypożyczony do Parma F.C..

## Kariera reprezentacyjna
Pierwsze spotkanie w barwach narodowych Nigerii Joel Obi zaliczył 9 lutego 2011 w meczu towarzyskim z Sierra Leone w Lagos. Debiut ten umożliwiła mu kontuzja powołanego wcześniej Ikechukwu Ibenegbu. Do tej pory zagrał w niej 12-krotnie.

## Styl gry
Ten lewonożny pomocnik może występować zarówno na boku jak i na środku linii pomocy. Potrafi zarazem atakować i bronić. Odznacza się dynamiką, która pomaga mu w rajdach w których schodzi z bocznych sektorów boiska do środka.

## Sukcesy
Inter Mediolan
- Superpuchar Włoch: 2010
- Puchar Włoch w piłce nożnej: 2011
- Klubowe Mistrzostwo Świata: 2010
- Allievi Nazionali: 2007

## Statystyki

### Klubowe
Stan na 2 września 2013.
| Klub           | Sezon     | Liga  | Liga | Liga   | Puchar | Puchar | Puchar | Europa | Europa | Europa | Razem | Razem | Razem  |
| Klub           | Sezon     | Mecze | Gole | Asysty | Mecze  | Gole   | Asysty | Mecze  | Gole   | Asysty | Mecze | Gole  | Asysty |
| -------------- | --------- | ----- | ---- | ------ | ------ | ------ | ------ | ------ | ------ | ------ | ----- | ----- | ------ |
| Inter Mediolan | 2010/2011 | 10    | 0    | 0      | 1      | 0      | 0      | 2      | 0      | 0      | 13    | 0     | 0      |
| Inter Mediolan | 2011/2012 | 27    | 0    | 1      | 3      | 0      | 1      | 7      | 0      | 0      | 37    | 0     | 2      |
| Inter Mediolan | 2012/2013 | 2     | 0    | 0      | 1      | 1      | 0      | 1      | 0      | 0      | 4     | 1     | 0      |
| Inter Mediolan | Łącznie   | 39    | 0    | 1      | 6      | 1      | 0      | 9      | 1      | 0      | 54    | 1     | 2      |
| Parma F.C.     | 2013/2014 |       |      |        |        |        |        |        |        |        |       |       |        |
| Ogółem         | Ogółem    | 39    | 0    | 1      | 6      | 1      | 0      | 9      | 1      | 0      | 54    | 1     | 2      |

### Reprezentacyjne
| Lp | Data                 | Miejsce                                    | Rywal        | Wynik | Czas gry | Rozgrywki              |
| -- | -------------------- | ------------------------------------------ | ------------ | ----- | -------- | ---------------------- |
| 1  | 9 lutego 2011        | Stadion Narodowy, Lagos                    | Sierra Leone | 2:1   |          | mecz towarzyski        |
| 2  | 27 marca 2011        | Abuja Stadium, Abudża                      | Etiopia      | 4:0   | 90'      | eliminacje do PNA 2012 |
| 3  | 29 marca 2011        | Abuja Stadium, Abudża                      | Kenia        | 3:0   |          | mecz towarzyski        |
| 4  | 1 czerwca 2011       | Abuja Stadium, Abudża                      | Argentyna    | 4:1   | 70'      | mecz towarzyski        |
| 5  | 5 czerwca 2011       | Addis Abeba Stadium, Addis Abeba           | Etiopia      | 2:2   | 90'      | eliminacje do PNA 2012 |
| 6  | 3 września 2011      | Mahamasina Municipal Stadium, Antananarywa | Madagaskar   | 2:0   | 71'      | eliminacje do PNA 2012 |
| 7  | 6 września 2011      | Bangabandhu National Stadium, Dakka        | Argentyna    | 1:3   | 90'      | mecz towarzyski        |
| 8  | 8 października 2011  | Abuja Stadium, Abudża                      | Gwinea       | 2:1   | 66'      | eliminacje do PNA 2012 |
| 9  | 11 października 2011 | Vicarage Road, Watford                     | Ghana        | 0:0   |          | mecz towarzyski        |
| 10 | 12 listopada 2011    | Samuel Ogbemudia Stadium, Benin City       | Botswana     | 0:0   |          | mecz towarzyski        |
| 11 | 15 listopada 2011    | Ahmadou Bello Stadium, Kaduna              | Zambia       | 2:0   |          | mecz towarzyski        |
| 12 | 29 lutego 2012       | Stade Amahoro, Kigali                      | Rwanda       | 0:0   | 90'      | eliminacje do PNA 2013 |